# حفره (فیلم ۱۹۶۲)
حفره (به انگلیسی: The Hole) نام یک فیلم انیمیشن ۱۵ دقیقه‌ای آمریکایی به کارگردانی و نویسندگی جان هابلی و نویسندگی فیث هابلی است که در ۱۹۶۲ برندهٔ جایزهٔ اسکار بهترین فیلم کوتاه انیمیشن شده است.
داستان فیلم در مورد دو کارگر ساختمانی است که در انتهای حفره‌ای در محل کارگاه ساختمانی مشغول به کار هستند و با یکدیگر در مورد احتمال وقوع یک حملهٔ اتمی تصادفی گفتگو می‌کنند.
دیزی گیلسپای و جورج متیوز صداپیشگان و بیل لیتل‌جان و گری مونی، انیماتورهای این فیلم انیمیشن هستند.